# Felton Mathew
Felton Mathew (* 1801 in London, Vereinigtes Königreich; † 1847 in Lima, Peru) war ein britischer Geodät und der erste oberste Landvermesser (Surveyor-General) Neuseelands.

## Leben
Mathew war der Cousin von George Felton Mathew, einem Freund des Dichters John Keats. Im Jahr 1829 nahm er eine Stellung als Geodät in New South Wales an, 1832 heiratete er seine Cousine Sarah. 1839 wurde er zum ersten Surveyor-General Neuseelands ernannt. Im Januar 1840 erreichte er die Bay of Islands. Gemeinsam mit Gouverneur William Hobson erkundete er im selben Jahr den Waitematā Harbour, um einen Standort für Neuseelands zukünftige Hauptstadt Auckland auszuwählen. 1841 führte ihn eine Erkundungsfahrt in das Gebiet der heutigen neuseeländischen Hauptstadt Wellington. Nachdem er bereits 1845 zwischenzeitlich nach England zurückgekehrt war, endete seine Tätigkeit in Neuseeland, bei der er auch polizeiliche Gewalt innehatte, im Jahr 1847. Auf der Rückfahrt nach England erkrankte Mathew und starb in Perus Hauptstadt Lima, die das Schiff als Zwischenhafen angesteuert hatte. Der Mount Mathew in der Antarktis trägt seinen Namen.